# Rød (Troms)
Pour les articles homonymes, voir Rod.
Rød est une localité du comté de Troms, en Norvège.

## Géographie
Administrativement, Rød fait partie de la kommune de Lavangen.